# Margdalops microcercus
Margdalops microcercus är en tvåvingeart som beskrevs av Rohacek och Barraclough 2003. Margdalops microcercus ingår i släktet Margdalops och familjen sumpflugor. Inga underarter finns listade i Catalogue of Life.